# Лужки (Озерський міський округ)
Лужки (рос. Лужки) — селище Озерського міського округу, Калінінградської області Росії. Входить до складу Новостроєвського сільського поселення.
Населення —  251 особа (2015 рік). 

## Населення
| 2002 | 2010 |
| ---- | ---- |
| 279  | ↘251 |